# 3. Division (Fußball, Dänemark)
Die 3. Division ist die vierthöchste Spielklasse und die niedrigste professionelle Stufe innerhalb des dänischen Ligasystems. Sie wird landesweit ausgetragen und besteht aus 12 Teams.

## Geschichte
Bis 1990 existierte die 3. Division als dritthöchste dänische Spielklasse. Nach der Gründung der Superliga im Jahr 1991 wurde sie zur vierthöchsten Liga herabgestuft.
In ihrer jetzigen Form besteht die 3. Division seit der Saison 2021/22, als die bis dahin zweigeteilte 2. Division auf eine Staffel reduziert wurde.

## Modus
Die zwölf Vereine spielen zunächst in einer Doppelrunde die reguläre Saison aus. Die Abschlusstabelle dient als Grundlage für die Qualifikation zur Auf- und Abstiegsrunde. Die in der regulären Runde erzielten Punkte werden mitgenommen.
Die sechs bestplatzierten Vereine erreichten die Aufstiegsrunde, in der nach einer weiteren Doppelrunde die beiden Aufsteiger in die 2. Division ermittelt werden. Die Teams auf den Plätzen sieben bis zwölf spielen um den Klassenerhalt. Die vier Letzten in der Tabelle der Abstiegsrunde steigen in die fünftklassige Danmarksserien ab.
Aus der 2. Division gab es 2022/23 nur einen Absteiger, da Jammerbugt FC aus der 2. Division zur Saison 2023/24 in die Danmarksserien versetzt wurde.

## Mannschaften in der Saison 2025/26
| Verein              | Stadt               | Stadion                     | Kapazität | Spielfeld  | 2024/25                       |
| ------------------- | ------------------- | --------------------------- | --------- | ---------- | ----------------------------- |
| BK Frem Kopenhagen  | Kopenhagen-Valby    | Valby Stadion               | 12.000    | Naturrasen | 11. Platz ▼ (2. Division)     |
| Nykøbing FC         | Nykøbing Falster    | Nykøbing Falster Idrætspark | 10.000    | Naturrasen | 12. Platz ▼ (2. Division)     |
| Holbæk B&I          | Holbæk              | Foldboldstadion Holbæk      | 01.500    | Naturrasen | 3. Platz                      |
| Odder IGF           | Odder               | Spektrum Odder              | 01.000    | Naturrasen | 4. Platz                      |
| Næsby BK            | Odense              | ALPI Arena Næsby            | 02.500    | Naturrasen | 5. Platz                      |
| Brønshøj BK         | Kopenhagen-Brønshøj | Tingbjerg Idrætspark        | 03.000    | Naturrasen | 6. Platz                      |
| FA 2000             | Frederiksberg       | Frederiksberg IP            | 05.000    | Kunstrasen | 7. Platz                      |
| IF Lyseng           | Aarhus              | Lyseng Idrætscenter         | 02.000    | Kunstrasen | 8. Platz                      |
| Sundby BK           | Kopenhagen          | Sundby/Kløvermarken         | 01.000    | Naturrasen | 9. Platz                      |
| Hørsholm Usserød IK | Hørsholm            | Hørsholm Idrætspark         | 05.000    |            | 1. Platz ▲ (Danmarksserien 1) |
| Vanløse IF          | Kopenhagen-Vanløse  | Vanløse Idrætspark          | 10.000    | Kunstrasen | 1. Platz ▲ (Danmarksserien 2) |
| Vejgaard BK         | Aalborg-Vejgaard    | Spar Nord Arena             | 10.000    |            | 1. Platz ▲ (Danmarksserien 4) |